# Brazylia na Zimowej Uniwersjadzie 2013
Brazylię na Zimowej Uniwersjadzie 2013 reprezentowała 1 zawodniczka - Chiara Marano, która nie zdobyła medalu.

## Reprezentanci

### Narciarstwo alpejskie
Mężczyźni
| Konkurencja   | Zawodnik      | Zjazd 1. | Zjazd 1. | Zjazd 2. | Zjazd 2. | Suma    | Miejsce |
| Konkurencja   | Zawodnik      | Czas     | Miejsce  | Czas     | Miejsce  | Suma    | Miejsce |
| ------------- | ------------- | -------- | -------- | -------- | -------- | ------- | ------- |
| Slalom gigant | Chiara Marano | 1:02,73  | 55.      | 1:02,40  | 46.      | 2:05,13 | 46.     |
| Slalom        | Chiara Marano | 1:02,49  | 46.      | DNS      | DNS      | DNS     | DNS     |